# Fjodor Sergejewitsch Bondartschuk

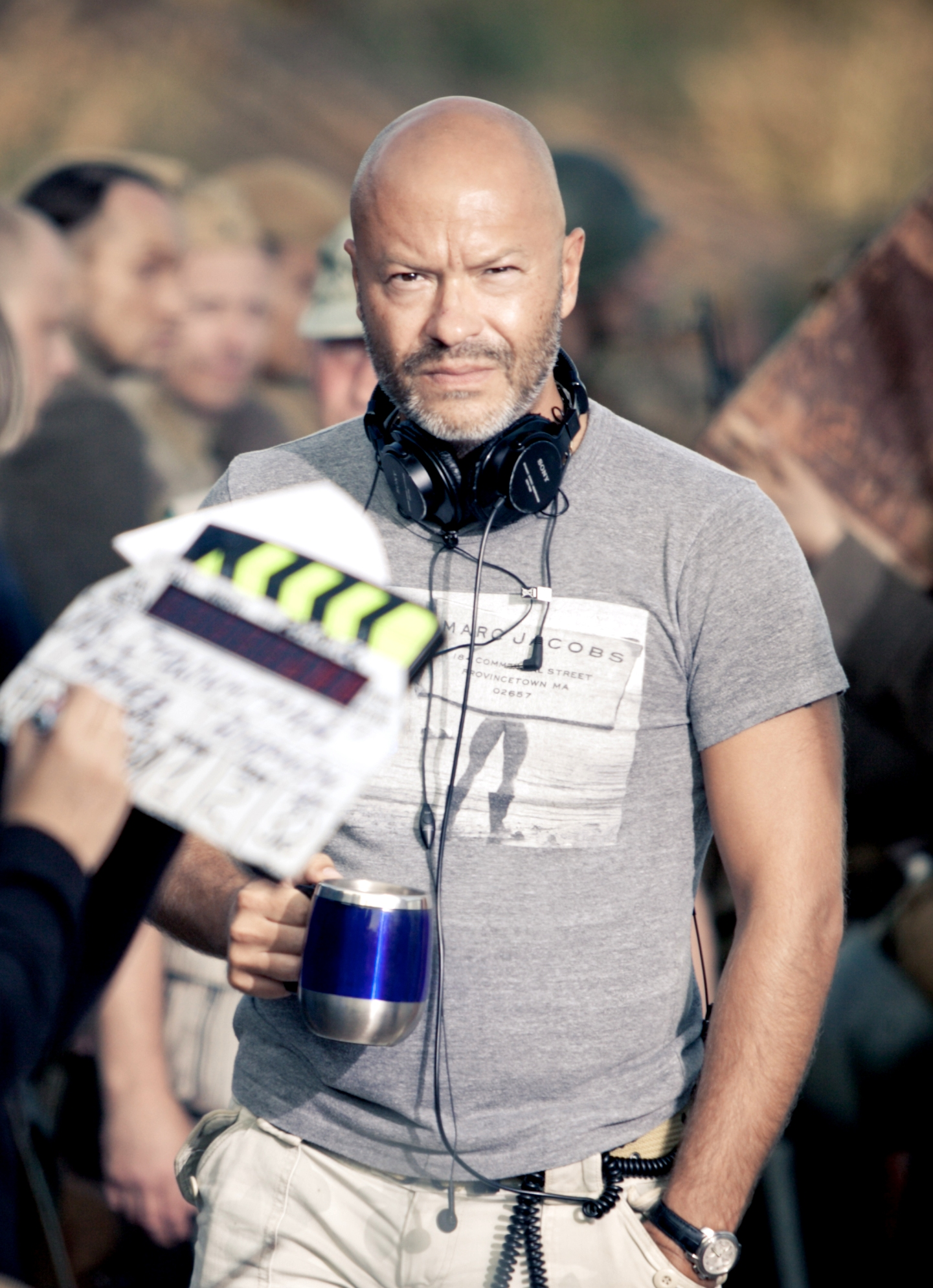
Fjodor Bondartschuk (2011)

Fjodor Sergejewitsch Bondartschuk  (russisch Фёдор Сергеевич Бондарчук; * 9. Mai 1967 in Moskau) ist ein russischer Filmregisseur, Drehbuchautor, Schauspieler und Gründer der Produktionsfirma Art Pictures Studio. Er ist der Sohn des sowjetischen Regisseurs Sergei Bondartschuk und der Schauspielerin Irina Skobzewa, seine älteren Geschwister Natalja (* 1950) und Jelena Bondartschuk (1962–2009) sind bzw. waren Schauspielerinnen.

## Karriere

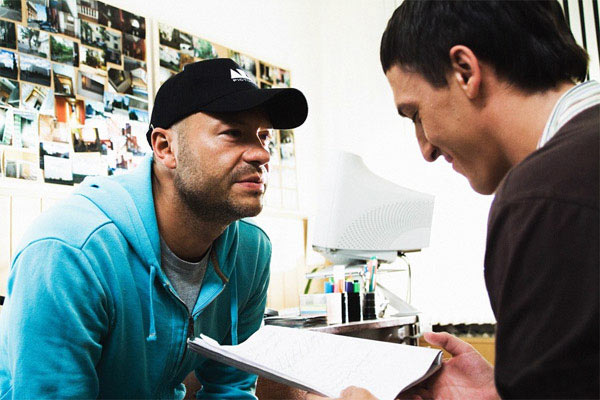
Fjodor Bondartschuk und Arthur Smoljaninow am Set des Films „Heat“

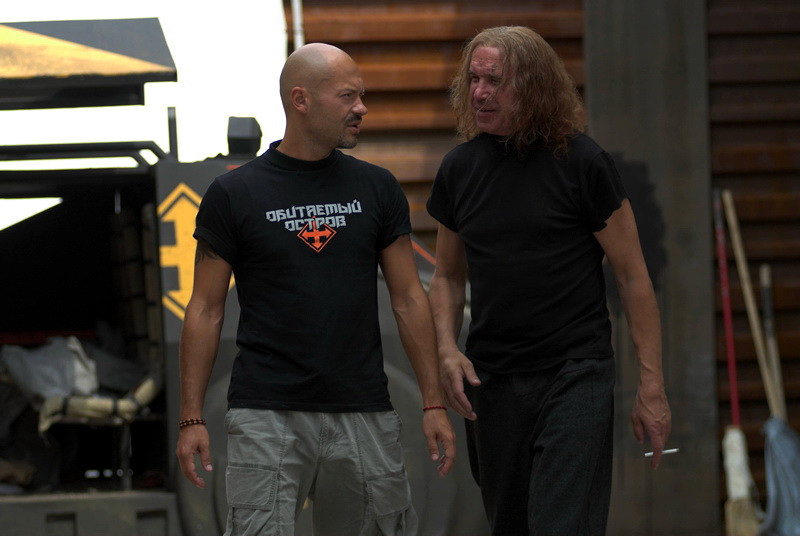
Fjodor Bondartschuk und Sergei Garmasch bei den Dreharbeiten zum Film „Bewohnte Insel“

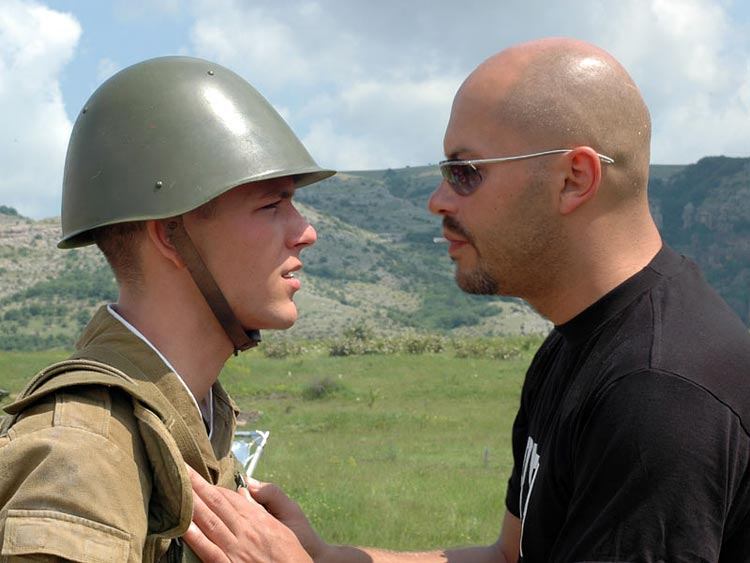
Fjodor Bondartschuk und Konstantin Krjukow bei den Dreharbeiten zum Film „Die Neunte Kompanie“

Bondartschuk gewann 2003 den russischen Fernsehpreis TEFI. 2006 produzierte er den Film Heat (Regie: Reso Gigineischwili), bei dem er und seine Mutter mitspielten. Sein Durchbruch als Regisseur war aber erst 2005 der Afghanistanfilm Die Neunte Kompanie. Die Romanverfilmung nach Die bewohnte Insel von Arkadi und Boris Strugazki war 2008 mit 30 Millionen US-Dollar Kosten der bis dahin teuerste russische Film und erschien international als stark gekürzte Version Dark Planet – Prisoners of Power (120 Minuten) und als vollständige zweiteilige Ausgabe Dark Planet: The Inhabited Island + Rebellion (220 Minuten). 2013 folgte der erste russische 3D-Film Stalingrad. Danach dreht er mit Attraction (2017) und Attraction 2 – Invasion (2020) zwei weitere Science-Fiction-Filme.

## Filmografie (Auswahl)

### Regisseur
- 2005: Die Neunte Kompanie
- 2008/2009: Dark Planet
- 2013: Stalingrad
- 2017: Attraction
- 2020: Attraction 2 – Invasion

### Schauspieler
- 2008: Admiral
- 2020: Sputnik – Es wächst in dir
- 2022: Land of Legends